# Miwako Motoyoshi
Miwako Motoyoshi, född den 21 december 1960 i Osaka, Japan, är en japansk konstsimmare.
Hon tog OS-brons i solo i konstsim och OS-brons i duetten i samband med de olympiska konstsimstävlingarna 1984 i Los Angeles.